# Elaphidion androsense
Elaphidion androsense es una especie de escarabajo longicornio del género Elaphidion, categorizada en la tribu Elaphidiini, de la subfamilia Cerambycinae. Fue descrita por Fisher en 1942.

## Descripción
Mide 30 mm de longitud.

## Distribución
Se distribuye por Bahamas y República Dominicana.